# Бей-Порт (Мічиган)
Бей-Порт (англ. Bay Port) — переписна місцевість (CDP) в США, в окрузі Гурон штату Мічиган. Населення — 464 особи (2020).

## Географія
Бей-Порт розташований за координатами 43°50′14″ пн. ш. 83°22′7″ зх. д. / 43.83722° пн. ш. 83.36861° зх. д. (43.837143, -83.368622).  За даними Бюро перепису населення США в 2010 році переписна місцевість мала площу 8,75 км², з яких 8,67 км² — суходіл та 0,08 км² — водойми.

## Демографія
Згідно з переписом 2010 року, у переписній місцевості мешкало 477 осіб у 223 домогосподарствах у складі 136 родин. Густота населення становила 54 особи/км².  Було 337 помешкань (39/км²).
Расовий склад населення:
| - 98,7 % — білих - 0,4 % — чорних або афроамериканців - 0,4 % — азіатів - 0,2 % — корінних американців |

До двох чи більше рас належало 0,0 %. Частка іспаномовних становила 1,9 % від усіх жителів.
За віковим діапазоном населення розподілялося таким чином: 17,0 % — особи молодші 18 років, 63,1 % — особи у віці 18—64 років, 19,9 % — особи у віці 65 років та старші. Медіана віку мешканця становила 46,9 року. На 100 осіб жіночої статі у переписній місцевості припадало 105,6 чоловіків;  на 100 жінок у віці від 18 років та старших — 107,3 чоловіків також старших 18 років.
Середній дохід на одне домашнє господарство  становив 44 335 доларів США (медіана — 31 250), а середній дохід на одну сім'ю — 63 691 долар (медіана — 43 333). За межею бідності перебувало 16,1 % осіб, у тому числі 5,9 % дітей у віці до 18 років та 11,5 % осіб у віці 65 років та старших.
Цивільне працевлаштоване населення становило 134 особи. Основні галузі зайнятості: виробництво — 41,0 %, освіта, охорона здоров'я та соціальна допомога — 16,4 %, будівництво — 11,9 %.